# Джорнимен
Джо́рниме́н (англ. journeyman — бродяга, путешественник) — в боксе, кикбоксинге и смешанных единоборствах опытный боец, крепкий профессионал, всегда готовый принять вызов более сильного соперника, не заботясь о послужном списке.
Поединки с джорнименами являются, как правило, обязательной составляющей карьеры бойцов, претендующих на серьёзные достижения в данном виде спорта. Бой с подобным не хватающим звёзд с неба «подмастерьем» в большинстве случаев превращается для его соперника в экзамен на выносливость, стойкость, умение доказать своё превосходство над уступающим в классе оппонентом.
Профессиональный бокс знает немало примеров, когда рвущиеся к вершинам сильные мастера терпели неожиданные поражения от джорнименов. Одним из самых известных боксёров данной категории является Эверетт Мартин, который встретился с большей частью элиты тяжёлого веса рубежа XX—XXI веков (в период с 1989 по 1994 годы выходил на ринг только против сильных противников). Также к числу наиболее популярных в конце XX начале XXI веков джорнименов следует отнести, в первую очередь, американских тяжеловесов Седрика Филдса, Росса Пьюритти и Деметриса Кинга. В 2009—2012 годах одними из самых популярных джорнименов стали Зак Пейдж и Роберт Хоукинс.